# Paradoxornis de Verreaux
Suthora verreauxi
Espèce
Statut de conservation UICN

 LC  : Préoccupation mineure
Le Paradoxornis de Verreaux (Suthora verreauxi, syn. Paradoxornis verreauxi) est une espèce de passereaux de la famille des Paradoxornithidae.
Son nom normalisé rend hommage à l'ornithologue français Jules Verreaux.

## Répartition et sous-espèces
Son aire discontinue s'étend à travers la Chine, Taïwan et le nord de l'Indochine.
- S. v. craddocki Bingham, 1903 — nord-est de la Birmanie et nord-ouest du Viêt Nam
- S. v. verreauxi Sharpe, 1883 — centre de la Chine
- S. v. pallida La Touche, 1922 — sud-est de la Chine
- S. v. morrisoniana Ogilvie-Grant, 1906 — Taïwan